# روبرت موريس (محامي)
روبرت موريس (بالإنجليزية: Robert Morris)‏ هو قاضي ومحامي أمريكي، ولد في 1745 في نيو برونزويك في الولايات المتحدة، وتوفي بنفس المكان في 2 يونيو 1815.